# 101번째 프로포즈 (영화)
《101번째 프로포즈》는 1993년에 개봉한 대한민국의 영화이다.

## 배역
- 문성근 : 영섭 역
- 김희애 : 정원 역
- 김금용 : 혜원 역
- 김승우
- 정철야
- 어수경
- 김선재
- 양택조
- 김정애